# إيملي ونتز تو بلاي
إيملي ونتز تو بلاي (بالإنجليزية:Emily Wants To Play)، هي لعبة فيديو أمريكية مستقلة، وهي من نوع رعب البقاء، صدرت في الأسواق الإلكترونية بتاريخ 10 ديسمبر 2015، وتعمل عدة منصات، ومنها مايكروسوفت ويندوز، إكس بوكس ون وبلاي ستيشن 4.

## روابط خارجية
- إيملي ونتز تو بلاي على موقع IMDb (الإنجليزية)